# Anna-Maria Rieder
Anna-Maria Rieder (* 2. Februar 2000 in Garmisch-Partenkirchen) ist eine deutsche Ski-Alpin-Behindertensportlerin, die in den Disziplinen Abfahrt, Super-G, Super-Kombi, Riesenslalom und Slalom antritt.

## Leben
Anna-Maria Rieder ist durch eine Hemiparese beeinträchtigt. Schon von klein auf trainierte sie trotz ihres Handicaps mit dem alpinen Skinachwuchs in ihrem Heimatverein und startete dort bei Kinder- und Schülerrennen. 2014 wurde sie durch Berichte über die Paralympics in Sotschi auf den Leistungssport für behinderte Menschen aufmerksam. Bei Para-Wettbewerben tritt sie seither in der Startklasse LW 9 stehend an. Im Juni 2021 absolvierte sie erfolgreich das Abitur und widmet sich seitdem im Zoll-Skiteam professionell dem Leistungssport.

## Karriere
Anna-Maria Rieders erster großer Erfolg war die Bronzemedaille im Slalom bei der Para-Weltmeisterschaft 2017 in Tarvis in Italien. Bei den Weltmeisterschaften 2019 in Slowenien erreichte Anna-Maria Rieder einen sechsten Platz im Slalom, 2022 im norwegischen Lillehammer gewann sie dann die Bronzemedaille in der Super-G Kombination. Der endgültige Durchbruch in die Weltspitze gelang ihr bei den Para-Weltmeisterschaften 2023 im spanischen Espot mit einer Goldmedaille, zwei Silbermedaillen und einer Bronzemedaille.
2018 nahm sie an den Winter-Paralympics in Korea teil. Dabei erreichte sie beim Riesenslalom den sechsten Platz. Bei ihrer zweiten Paralympics-Teilnahme 2022 in China konnte sie im Slalom die Bronzemedaille gewinnen. Dafür wurde sie am 30. Mai 2022 vom Bundespräsidenten mit dem Silbernen Lorbeerblatt ausgezeichnet. In der Super-Kombination wurde sie Vierte und beim Super-G und Riesenslalom jeweils fünfte.

## Auszeichnungen
- 2022: Silbernes Lorbeerblatt[2] für ihre Bronzemedaille bei den Paralympics 2022.